# Bataille de Cnide
Guerre de Corinthe
Batailles
- Haliarte
- Némée
- Cnide
- Coronée
- Léchaion

La bataille de Cnide (394 av. J.-C.) opposa une flotte perso-athénienne à la flotte spartiate au large de la cité lacédémonienne de Cnide (ou Knidos).
Pharnabase, satrape perse, dispose d'une escadre de trières phéniciennes et d'une escadre de trirères athéniennes sous les ordres de l'amiral athénien Conon. En face, l'amiral de Sparte Pisandre dispose d'une flotte spartiate renforcée par des contingents alliés levés dans les îles Égéennes.

## Déroulement de la bataille
Pisandre dispose de 85 trirèmes. Si l'effectif de la flotte de Pharnabase est inconnu, la seule escadre athénienne est notoirement supérieure en nombre. Placés par Pisandre sur son aile droite, les contingents égéens désertent, découragés par les effectifs adverses. De nombreux vaisseaux spartiates sont alors poussés à la côte par leurs équipages, qui fuient par voie de terre. Pisandre meurt en défendant son navire échoué. Les Spartiates perdent toute leur flotte, dont 50 trirèmes capturées par les Perses.

## Résultat
Le roi de Sparte Agésilas II apprend l'issue du combat juste avant la bataille de Coronée. La victoire de l'amiral athénien Conon sur son adversaire inexpérimenté mit fin aux idées de suprématie maritime spartiates. La puissance navale d'Athènes est restaurée en mer Égée, mais c'est la Perse qui détermine désormais l'équilibre des forces entre Athènes et Sparte.